# Jeanne Gaillard
Pour les articles homonymes, voir Gaillard.
Jeanne Gaillard, née Jeannette Langlade, le 23 décembre 1909 à La Rochelle, morte le 19 septembre 1983 à Paris, est une résistante et historienne française.

## Biographie
Pupille de la Nation (son père, officier de carrière, était mort lors de la bataille des Dardanelles en 1915), elle passe son enfance à Béziers puis devient grâce à une bourse, étudiante à Montpellier, où elle réussit l'agrégation d'histoire en 1930. Elle enseigne à Guéret, à Toulouse de 1933 à 1936, puis au lycée Jules-Ferry, à Paris, où de 1936 à 1950 elle assure la préparation à l'École de Fontenay.
Militante communiste, elle héberge chez elle pendant l'Occupation, rue Pouchet, le physicien Jacques Solomon, gendre de Paul Langevin et créateur en novembre 1940 d'un des premiers journaux de la Résistance, L'Université libre. 
Avec son mari Pol, rencontré en 1937 et qu'elle épouse en 1941, Jeanne Gaillard aide pendant toute la guerre à la rédaction et à la diffusion de cette feuille clandestine. Le couple participe directement à la Libération de Paris et à sa préparation.
Dans les années d'après-guerre, elle est une collaboratrice régulière de La Pensée, une des revues des intellectuels communistes, et ce dès le premier numéro de sa reparution. Elle enseigne alors au lycée Molière, à Paris, de 1950 à 1955. Son état de santé fragile, lié aux suites d'une tuberculose, rendait l'enseignement devant des élèves difficile. Elle est affectée au centre national de télé-enseignement.
Affectée par les révélations du rapport Khrouchtchev, elle quitte le PCF en 1957, un an après son mari. Après un passage au groupe Tribune communiste de Jean Poperen, elle renonce à tout engagement, poursuivant alors une carrière d'historienne. 
En 1964, elle est recrutée comme maître-assistante dans la jeune université de Nanterre, où elle va conduire de nombreux travaux sur l'histoire sociale et politique du XIXe siècle français.
Sa thèse Paris, la ville (1852-1870) a été soutenue en 1975.
Elle a eu cinq enfants : Anne, Manuelle, Pierre, Luc et Roland[réf. nécessaire].
Elle meurt en 1983 des suites d'une piqûre de guêpe[réf. nécessaire].

## Publications

### Ouvrages[2]
- Communes de province, Commune de Paris 1870-1871, Paris, Flammarion, collection « Questions d'histoire », 1971, 186 p.
- Paris, la ville (1852-1870), thèse présentée devant l'université de Paris X-Nanterre le 27 février 1975, éd. Honoré Champion, 1976, 687 p. – Réédition (préparée par Florence Bourillon et Jean-Luc Pinol) en 1997 aux éditions L'Harmattan, 528 p.

### Articles principaux[2]
- Notes sur l'opposition au monopole des Compagnies de chemins de fer entre 1850 et 1860, in 1848. Revue des Révolutions contemporaines, 1950, Société d'histoire de la Révolution de 1848, bulletin no 187, p. 233-249.
- La question du crédit et les almanachs autour de 1850, in Société d'histoire de la Révolution de 1848. Études, Bibliothèque de la Révolution de 1848, T. XVI, 1954, p. 79-87.
- La presse de province et la question du régime au début de la IIIe République, in Revue d'histoire moderne et contemporaine, oct.-décembre 1959, p. 295-310.
- Le VIIe arrondissement, in Les élections de 1869. Études présentées par Louis Girard, Bibliothèque de la Révolution de 1848, T. XXI, 1960, p. 37-76.
- L'action des femmes, in La Commune de 1871, sous la direction de J. Bruhat, J. Dautry et E. Tersen, Paris, Éditions sociales, 1960 (2e éd. : 1970) p. 179-194.
- Les associations de production et la pensée politique en France (1852-1870), in Le Mouvement social, juil.-septembre 1965, p. 59-84.
- Le radicalisme pendant la Commune de Paris d'après les papiers de la Ligue républicaine des Droits de Paris, in Bulletin de la Société d'histoire moderne, 65e année, no 5, supplément à la Revue d'histoire moderne et contemporaine, 1966, no 1, p. 8-14.
- La Commune, le mythe et le fait, in "Annales ESC", mai-juin 1973, p. 838-852.
- Gambetta et le radicalisme entre l'élection de Belleville et celle de Marseille en 1869, in Revue historique, juil.-septembre 1976, p. 73-88.
- Réalités ouvrières et réalisme dans L'Assommoir, in Les Cahiers naturalistes, no 52, 1978, p. 31-41.
- Une expérience de médecine gratuite au XIXe siècle : l'arrêté d'Haussmann du 20 avril 1853, in Actes du 103e congrès national des sociétés savantes (Nancy, 1978) Colloque sur l'histoire de la sécurité sociale, Association pour l'étude de l'histoire de la sécurité sociale, 1978, p. 61-74.
- Zola et l'Ordre moral, in Les Cahiers naturalistes, no 54, 1980, p. 25-32.
- La Comédie-française pendant la guerre de 70, in Revue d'histoire du théâtre, 1980-2, no 126, p. 160-179.
- La petite entreprise en France aux XIXe et XXe siècle, in Commission internationale d'histoire des mouvements sociaux et des structures sociales, Petite entreprise et croissance industrielle dans le monde aux XIXe et XXe siècle, Paris, CNRS, 1981, T. 1, p. 131-187.
- Le Conseil municipal et municipalisme parisien (1871-1890), in Bulletin de la Société d'histoire moderne, 81e année, no 13,supplément à la Revue d'histoire moderne et contemporaine, 1982, no 1, p. 7-16.
- Gambetta, jeunesse et genèse d'un homme politique, in Ministère de la Culture, Délégation aux célébrations nationales, Hommage à Léon Gambetta, Musée du Luxembourg, 1982, p. 21-28.
- Quand on dansait à l'Hôtel de Ville, in Exposition du Centenaire de la reconstruction de l'Hôtel de Ville (1882-1982). Livre du Centenaire, Ville de Paris, Bibliothèque administrative, 1982, p. 115-118.
- La formation d'une élite : les médecins parisiens sous le Second Empire, in Bulletin du Centre d'histoire de la France contemporaine (Université de Paris-X Nanterre) no 4, 1983, p. 125-131.
- Les intentions d'une politique fiscale : la patente en France au XIXe siècle, in Bulletin du Centre d'histoire de la France contemporaine (Université de Paris-X Nanterre), no 7, 1986, p. 15-38.